# Louis de Saint-Just
Louis Antoine Léon de Saint-Just, (Decize; 25 de agosto de 1767-París; 28 de julio de 1794) fue un político revolucionario francés. Michelet lo había apodado "El Arcángel del Terror" por haber organizado los arrestos y persecuciones de muchas de las figuras más famosas de la Revolución.

## Biografía
Louis era hijo de Louis Jean de Saint-Just de Richebourg (1716-1777), un militar que había sido nombrado caballero de la Orden de San Luis, y de Marie-Anne Robinot (1736-1791), hermano de Louis-Marie-Anne de Saint-Just de Richebourg y de Marie-Françoise-Victoire de Saint-Just de Richebourg. Según algunas fuentes estudió Derecho en Reims, donde también habían estudiado Jacques-Pierre Brissot y Georges Jacques Danton. Cuando su amor de juventud se casó con un partido más ventajoso, robó unas joyas a su madre y huyó a París, y a petición de su progenitora fue internado en un correccional durante seis meses a finales de 1786.
Durante su estancia en el reformatorio redactó  un largo poema satírico-pornográfico "Organt", publicado de forma anónima dos años más tarde. En él critica a la monarquía absoluta, de la nobleza y de la Iglesia. Participa desde sus inicios en la Revolución en París, aunque luego se marcha para reunirse con su familia en Blérancourt. Allí alcanza el grado de teniente coronel de la Guardia Nacional en julio de 1789. Este contacto con la población rural le servirá para efectuar su aprendizaje como político, ya que Saint-Just se implicará mucho en la vida local. Revolucionario radical, participó en la Fiesta de la Federación en 1790, formó parte del dispositivo que escoltó a Luis XVI de regreso tras su intento de fuga. Conoció a Robespierre y se convierte en una de las personas más cercanas a este. Al igual que este último, Saint-Just se siente fascinado por la cultura grecorromana (origen de la democracia y la República) y se compara con Bruto.
Aunque se presentara para las elecciones en 1791 a la Asamblea Legislativa, se le niega el derecho a ocupar el escaño en razón de su edad. Resulta elegido por el departamento de Aisne en 1792 en la Convención y se une al Partido de la Montaña. Pronto se revela como uno de los principales oradores, tanto durante el proceso a Luis XVI (durante el que pronuncia estas frases que siguen una implacable retórica inspirada en Rousseau: "No es posible reinar de modo inocente", "Todo rey es un rebelde o un usurpador") como durante la redacción de la Constitución. Su vehemencia y su incontestable talento retórico harán de él una de las voces de la montaña y luego del Comité de Salvación Pública, batiéndose sin piedad contra sus adversarios girondinos. Tras las diversas conspiraciones del rey se mostró partidario de ejecutar a Luis XVI y a su esposa María Antonieta, que también había recurrido a su familia en Austria para tratar de derribar por la fuerza de las armas el gobierno revolucionario.
Miembro en varias ocasiones del Comité de Salvación Pública, se le comisiona ante los ejércitos, junto a su amigo y compañero en la Convención Philippe Le Bas, desde el 22 de octubre de 1793 hasta mediados de enero de 1794, en el ejército del Rin. Restableció la disciplina y obtuvo el respeto y la consideración de los soldados, aunque también se mostró impasible a la hora de ejecutar a los disidentes, lo que le proporcionó reputación de ser uno de los más radicales en el periodo del Terror. Consigue tomar Bitche y liberar Landau.
De regreso en París, es uno de los protagonistas en la caída de los dantonistas y de los hebertistas. Sus palabras fueron: "No más compasión, no más debilidad con los culpables..." Estas palabras causaron conmoción en la asamblea nacional.
Vuelve a salir comisionado el 28 de abril, partidario de la ofensiva a ultranza, que terminó con las victorias de Cortrique y de Fleurus.
El 9 de termidor del año II (27 de julio de 1794), Saint-Just y Robespierre son detenidos por la Convención, atacados tanto por las fuerzas contrarrevolucionarias y moderadas, representantes de la burguesía liberal rica, asustada con el curso de los acontecimientos, como también por los representantes de la izquierda radical descontentos con la política religiosa y con las ejecuciones de algunos líderes populares parisinos. En un momento en el que muchos de los antiguos colaboradores de Robespierre deciden traicionarle, Saint-Just da pruebas inequívocas de su integridad y le apoyará hasta el final. A pesar de que parte del pueblo de París se levanta en armas y libera a ambos, hay interpretaciones en el sentido de que Saint-Just se negó a organizar las fuerzas populares. Detenido otra vez por los thermidorianos, es ejecutado sin juicio en la guillotina junto a Robespierre y sus partidarios el 10 de Termidor.  Sus muertes marcaron el final del periodo del Terror.
| Miembro del Comité de Salvación Pública 30 de mayo de 1793 - 27 de julio de 1794 |                                                                         |                             |
| Precedido por: Joseph-Nicolas Barbeau Du Barran                                  | Presidente de la Convención Nacional 19 de febrero - 6 de marzo de 1794 | Sucedido por: Philippe Rühl |

## Obras
- 1787 - Organt (Poema en veinte cantos)
- 1789 - Arlequin-Diogène (obra de teatro)
- 1791 - L'Esprit de la Révolution et de la Constitution de France (El espíritu de la Revolución y de la Constitución de Francia)
- 1792 - De la Nature, de l'état civil de la cité ou les règles de l'indépendance du gouvernement (Sobre la Naturaleza, sobre el estado civil de la ciudad o las reglas de la independencia del gobierno) (inacabado, obra póstuma publicada por Albert Soboul en 1951)
- 1794 - Les Fragments d'institutions républicaines ("Los fragmentos de instituciones republicanas") (inacabado, publicado póstumamente)

### Ediciones de las obras completas en francés
- Œuvres complètes de Saint-Just avec une introduction et des notes par Charles Vellay. París: Librairie Charpentier et Fasquell, 1908. Tomo I y Tomo II
- Œuvres complètes, edición establecida y presentada por Anne Kupiec y Miguel Abensour. París: Gallimard, colección Folio/histoire, 2004 ISBN 978-2-07-042275-5
- Œuvres complètes, edición establecida por Michèle Duval. París: Champ libre, 1984. Reeditado por ediciones Ivrea, París, 2003. ISBN 9782851841520

### Traducciones
- El Espíritu de la Revolución. Buenos Aires: Malinca S.A Editora, 1965.
- La libertad pasó como una tormenta. Textos del período de la Revolución democrática-popular. Barcelona: El Viejo Topo, 2006. ISBN 978-84-96356-66-3

### Selecciones de textos junto a otros autores
- Álvarez Junco, José y Gilolmo, Emilio (Eds.). Los Jacobinos. Madrid: Edicusa, 1970. (Selección y traducción de textos de Maximilien Robespierre, Jean-Paul Marat y Louis de Saint-Just)
- Muniesa, Bernat. El discurso jacobino en la Revolución Francesa (traducción de Joan Vinyoli). Barcelona: Ariel, 1987. ISBN 84-344-2862-8 (Libro que incluye un estudio introductorio del historiador Bernat Muniesa a las traducciones de discursos seleccionados de Maximilien Robespierre y Louis de Saint-Just)

## En el cine
| Año  | Película                          | Director                          | Actor                |
| ---- | --------------------------------- | --------------------------------- | -------------------- |
| 1927 | Napoleón                          | Abel Gance                        | Abel Gance           |
| 1949 | Reign of Terror                   | Anthony Mann                      | Jess Barker          |
| 1974 | Saint-Just et la Force des choses | Pierre Cardinal                   |                      |
| 1983 | Danton                            | Andrzej Wajda                     | Bogusław Linda       |
| 1989 | Historia de una revolución        | Roberto Enrico Richard T. Heffron | Christopher Thompson |